# Monocoryne
Monocoryne is een geslacht van neteldieren uit de  familie van de Candelabridae.

## Soorten
- Monocoryne antarctica Cantero, 2017
- Monocoryne bracteata (Fraser, 1943)
- Monocoryne colonialis Brinckmann-Voss & Lindner, 2008
- Monocoryne gigantea (Bonnevie, 1898)
- Monocoryne minor Millard, 1966